# Martin Waïngue Bani
brasão
Martin Waïngue Bani (Laï, Chade, 12 de fevereiro de 1963) é um clérigo chadiano e bispo católico romano de Doba.
Martin Waïngue Bani foi ordenado sacerdote para a Diocese de Doba em 8 de julho de 1991.
O Papa Francisco o nomeou Bispo de Doba em 10 de dezembro de 2016. Recebeu a ordenação episcopal em 18 de fevereiro do ano seguinte por Miguel Angel Sebastián Martínez, bispo de Lai. Co-consagradores foram Edmond Jitangar, Arcebispo de N'Djaména, e Joachim Kouraleyo Tarounga, Bispo de Moundou.